# Конец каникул
«Конец каникул» — короткометражный фильм 1986 года с участием группы «Кино». Дипломная работа Сергея Лысенко как режиссёра и сценариста и Олега Смирнова как оператора. Фильм, снятый в Киеве, состоит из четырёх клипов «Кино», связанных между собой сюжетной линией.

## Сюжет
В начале фильма рядом с подъездом сидят молодой человек и девушка. Рядом с ними на ящике сидит Виктор Цой и слушает, как парень бренчит на гитаре. Чуть позже, он встаёт и бросает об асфальт ящик, на котором сидел. Начинается клип на песню «Дальше действовать будем мы». По окончании клипа Цой стоит в той же позе, что и перед началом клипа, а парень с девушкой начинают смеяться над его поведением. Цой уходит от них. Он идёт по улице и подходит к одной витрине. За стеклом зажигается свет, и группа «Кино» исполняет песню «Закрой за мной дверь, я ухожу». По окончании клипа Виктор сидит перед подъездом, а молодой человек с девушкой его утешают.
В следующей сцене Цой с девушкой гуляют с детской коляской в парке, а затем на кухне в их квартире Цой в халате разливает из чайника чай, и все трое пьют его. При этом парень с девушкой весело разговаривают, а Цой вновь задумчив, молчалив, весь ушёл в себя. За кадром звучит песня «Раньше в твоих глазах отражались костры».
На следующий день герои решают сходить в кафе-бар. Молодой человек берёт с собой гитару. Сидя за столиком, парень с девушкой общаются, а Виктору Цою видится, как он лежит на операционном столе. Цой снимает майку, взъерошивает волосы, берёт гитару и направляется к выходу. Далее идёт клип «Попробуй спеть вместе со мной», после которого которого Цой уходит за дверь. Врачи в сцене операции снимают маски и оказываются тремя остальными участниками группы.

## Съёмки
Съёмки проходили в Киеве через несколько недель после Чернобыльской катастрофы, когда многие жители Киева покинули город, опасаясь радиоактивного загрязнения. Ударник группы «Кино» Георгий Гурьянов требовал для себя исключительно минеральную воду, чтобы умываться.

Фото со съемок фильма

Режиссёр Сергей Лысенко не смог защитить диплом этим фильмом. По словам одного из актёров Алексея Ковжуна, во время защиты ректор института назвал участников «Кино» фашистами и отказался принимать фильм. Плёнку с фильмом планировали уничтожить, но Лысенко в последнюю минуту украл её.
В Киеве, на озере Тельбин, где снимался фильм до настоящего времени растут старые ивы, которые видны на кадрах фильма, и это место является культовым для украинских фанатов Виктора Цоя. Одна из ив, названная «Деревом Цоя», в феврале 2020 года получила статус ботанического памятника природы местного значения решением Киевского городского совета.

## Влияние
Фильм «Конец каникул» был снят почти что одновременно с картиной «Йя-Хха». Хотя Виктор считал свою работу в этом фильме неудачной, она оказала огромное влияние на его дальнейшую карьеру. После «Конца каникул» Виктор снимется ещё в нескольких фильмах, в том числе в ставших широко известными «Игле» Рашида Нугманова и «Ассе» Сергея Соловьёва. Песни же, исполненные в фильме, со временем будут изменяться. Окончательный вариант песен «Дальше действовать будем мы», «Попробуй спеть вместе со мной» и «Закрой за мной дверь, я ухожу» будет представлен в альбоме «Группа крови» (1988 год). И только песня «Раньше в твоих глазах отражались костры» не войдёт ни в один из альбомов «Кино». Ранние варианты этих песен в числе прочих будут изданы на сборнике «„Кино“ в кино».
20 октября 2020 года вышел клип группы на обновленную версию песни «Попробуй спеть вместе со мной», в который вошли кадры фильма «Конец каникул» (1986).
В 2022 году музыканты «Кино» выпустили сборник обновленных версий песен группы «12 22», композиции из фильма «Закрой за мной дверь, я ухожу» и «Попробуй спеть вместе со мной» вошли в него, в записи первой принял участие пианист Александр Дубовой. 20 октября 2022 года был представлен клип на песню «Закрой за мной дверь», в который также вошли кадры фильма «Конец каникул».